# Ensemble grand-canonique
En physique statistique, l’ensemble grand-canonique est un ensemble statistique qui correspond au cas d'un système qui peut échanger de l'énergie avec un réservoir externe d'énergie (ou thermostat), ainsi que des particules. Il est donc en équilibre thermodynamique thermique et chimique avec le réservoir d'énergie et de particules.
Plus précisément, il s'agit de l'ensemble des « copies virtuelles » (ou répliques fictives) du même système en équilibre avec le réservoir d'énergie et de particules. Contrairement au cas des ensembles microcanonique et canonique, l'énergie et le nombre de particules du système étudié peuvent fluctuer d’une « copie » du système à une autre de l'ensemble.
Par suite, les différents micro-états d'énergie {\displaystyle E_{\ell }} du système étudié ne possèdent pas tous la même probabilité, contrairement au cas microcanonique, du fait de l'interaction avec le réservoir. À l'instar de la situation canonique, il est possible de déterminer la forme générale de la distribution de probabilité des micro-états d'énergie accessibles du système, appelée distribution grand-canonique, caractérisée par sa fonction de partition.

## Introduction
Dans cet ensemble, on considère que le système est composé de particules identiques, et on introduit le potentiel chimique, pour prendre en considération la variation du nombre de particules. Le réservoir doit être considéré grand devant le système, afin que les échanges d’énergie et de particules n’influent pas sur la température du réservoir, et donc sur la température du système. Le réservoir doit alors se comporter comme un thermostat et imposer sa température au système.
On considère l’hamiltonien du système défini comme :
{\displaystyle {\hat {H}}=\sum _{i=1}^{N}{\hat {h}}(i)}

où {\displaystyle {\hat {h}}(i)|i\rangle =E_{i}|i\rangle } est l’équation de Schrödinger pour chaque particule i.
Pour chaque ensemble microscopique {\displaystyle |n\rangle }, on a alors l’énergie et le nombre de particules associés :
{\displaystyle E\left(|n\rangle \right)=\sum _{i}E_{i}n_{i}}
{\displaystyle N\left(|n\rangle \right)=\sum _{i}n_{i}}
Suivant que le système considéré est composé de bosons, ou de fermions, {\displaystyle n_{i}} est soumis aux conditions suivantes :
{\displaystyle n_{i}={\begin{cases}0,...,\infty &{\text{pour les bosons }}\\0,1&{\text{pour les fermions}}\end{cases}}}

## Observables microscopiques

### Fonction de partition
La fonction de partition (parfois appelée grande fonction de partition dans le cas de l'ensemble grand-canonique) est définie comme étant :
{\displaystyle \Xi =\sum _{\{|n_{i}\rangle \}}e^{-\beta {\big [}E\left(|n\rangle \right)-\mu N\left(|n\rangle \right){\big ]}}=\sum _{\{|n_{i}\rangle \}}e^{-\beta \sum _{i}\left(E_{i}-\mu n_{i}\right)}}

où {\displaystyle {\{|n_{i}\rangle \}}} représente l’ensemble statistique de tous les ensembles microscopiques {\displaystyle |n\rangle }.
On peut écrire {\displaystyle \Xi } comme :

{\displaystyle \Xi ={\big (}\sum _{n_{1}}e^{-\beta \left(E_{1}-\mu n_{1}\right)}{\Big )}{\big (}\sum _{n_{2}}e^{-\beta \left(E_{2}-\mu n_{2}\right)}{\Big )}...=\prod _{i}\Xi _{i}}

avec {\displaystyle \Xi _{i}={\big (}\sum _{n_{i}}e^{-\beta \left(E_{i}-\mu n_{i}\right)}{\Big )}}, qui représente la fonction de partition d'un seul mode.

### Probabilité d'un micro-état
La probabilité pour que le système soit dans un micro-état i est défini par :
{\displaystyle p_{i}={\frac {e^{-\beta \left(E_{i}-\mu n_{i}\right)}}{\Xi }}}

où {\displaystyle \sum _{i}p_{i}\ =\ 1}